# Gunung Kawi

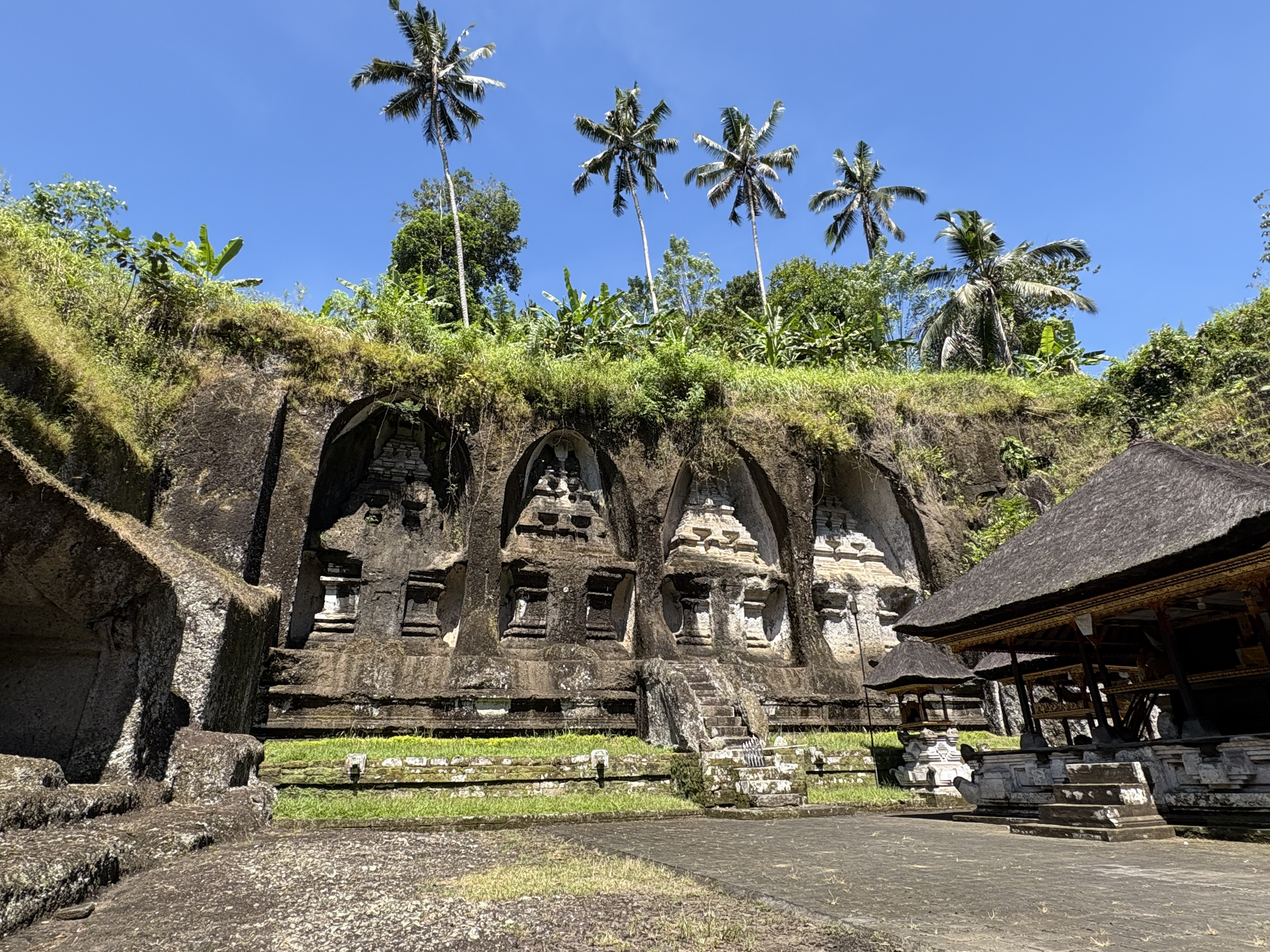
Die Seite mit vier Candi

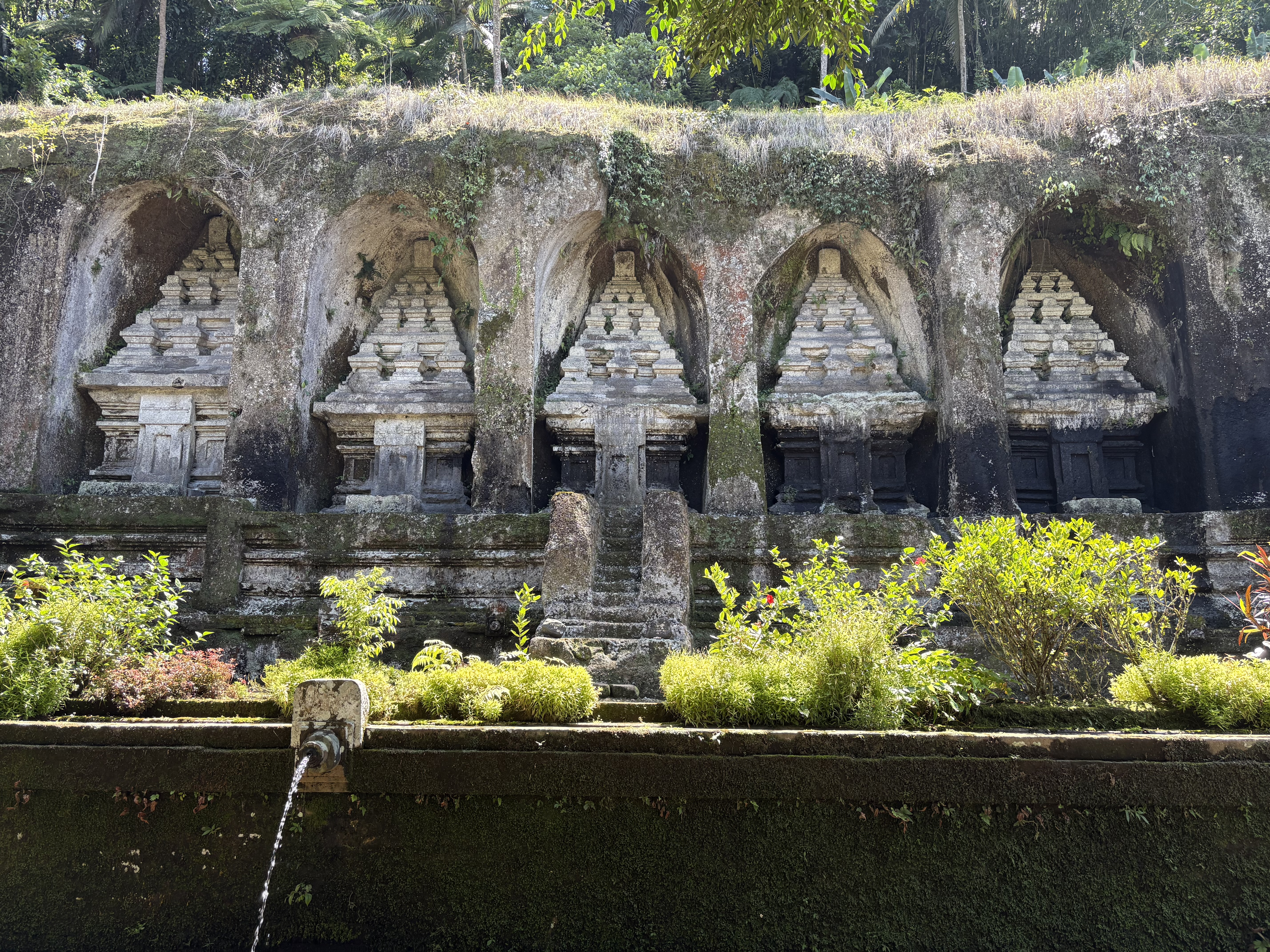
Die Seite mit fünf Candi

Gunung Kawi ist eine archäologische Stätte und Heiligtum des balinesischen Hinduismus auf Bali. Der Ort liegt etwa drei Kilometer südlich von Tampaksiring, im Tal des heiligen Flusses Pakerisan. Gunung Kawi wurde um 1100 erbaut und ist eines der ältesten Denkmäler in Bali.

## Beschreibung

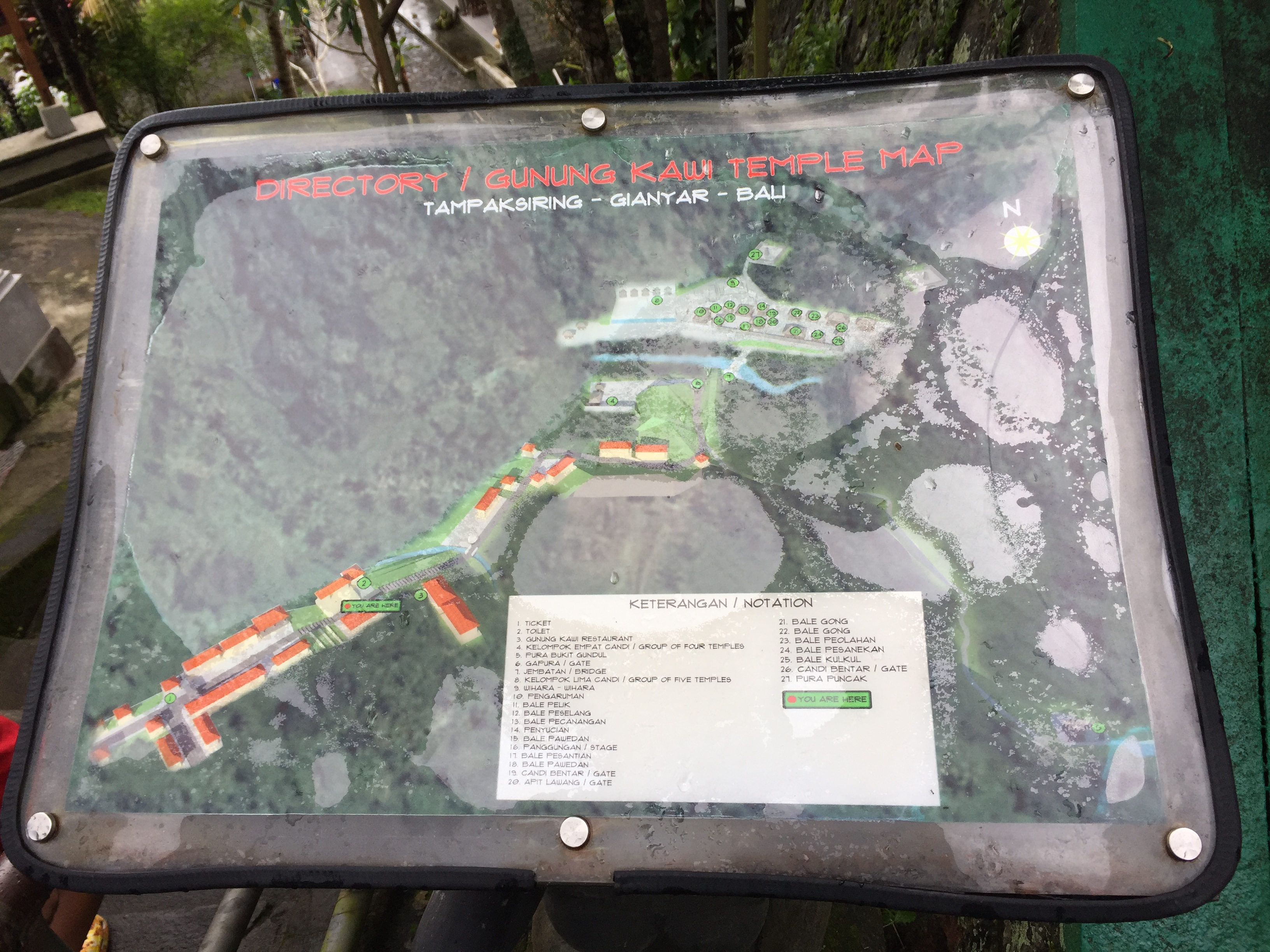
Lageplan

Im Komplex befinden sich neun Candis, die in sieben Meter hohen Nischen stehen, die aus dem Fels geschlagen wurden. Der Baustil der Heiligtümer erinnert an die Singhasari- und Majapahit-Dynastie auf Java. Da keine menschlichen Überreste oder Aschereste gefunden wurden, wird angenommen, dass es sich nicht um Mausoleen, sondern um Gedenkstätten für als Gott verehrte Könige handelt. Den Hauptteil der Anlage bilden fünf Candis. Einer Inschrift von 945 nach dem Saka-Kalender zufolge, wurden hier die Seelen von König Udayana und seiner Familie verehrt. Im Einzelnen sind die Candi laut einer Theorie folgenden Personen zugeordnet: König Udayana Warmadewa, seiner Gemahlin Mahendradatta, seiner Nebenfrau sowie seinen Söhnen, den Königen Marakata und Anak Wungsu. Rechts von dieser Gruppe ist ein noch älteres, wahrscheinlich aus dem 9. Jahrhundert stammendes Heiligtum in den Fels gegraben, das als Mönchsklause angesehen wird. Vier weitere Nischen im Westen mit schlichter ausgearbeiteten Candis sind dem Andenken von Konkubinen des Fürsten Anak Wungsu gewidmet. Er war der jüngste Bruder des bedeutenden ostjavanischen Königs Airlangga (Königreich Kahuripan, 1019–1049) und herrschte von 1049 bis 1071 über Bali. Am Südende der Schlucht liegt ein zehntes Bauwerk unbekannter Bestimmung. Das Wasser der Quellen gilt als heilig.

### Tempel

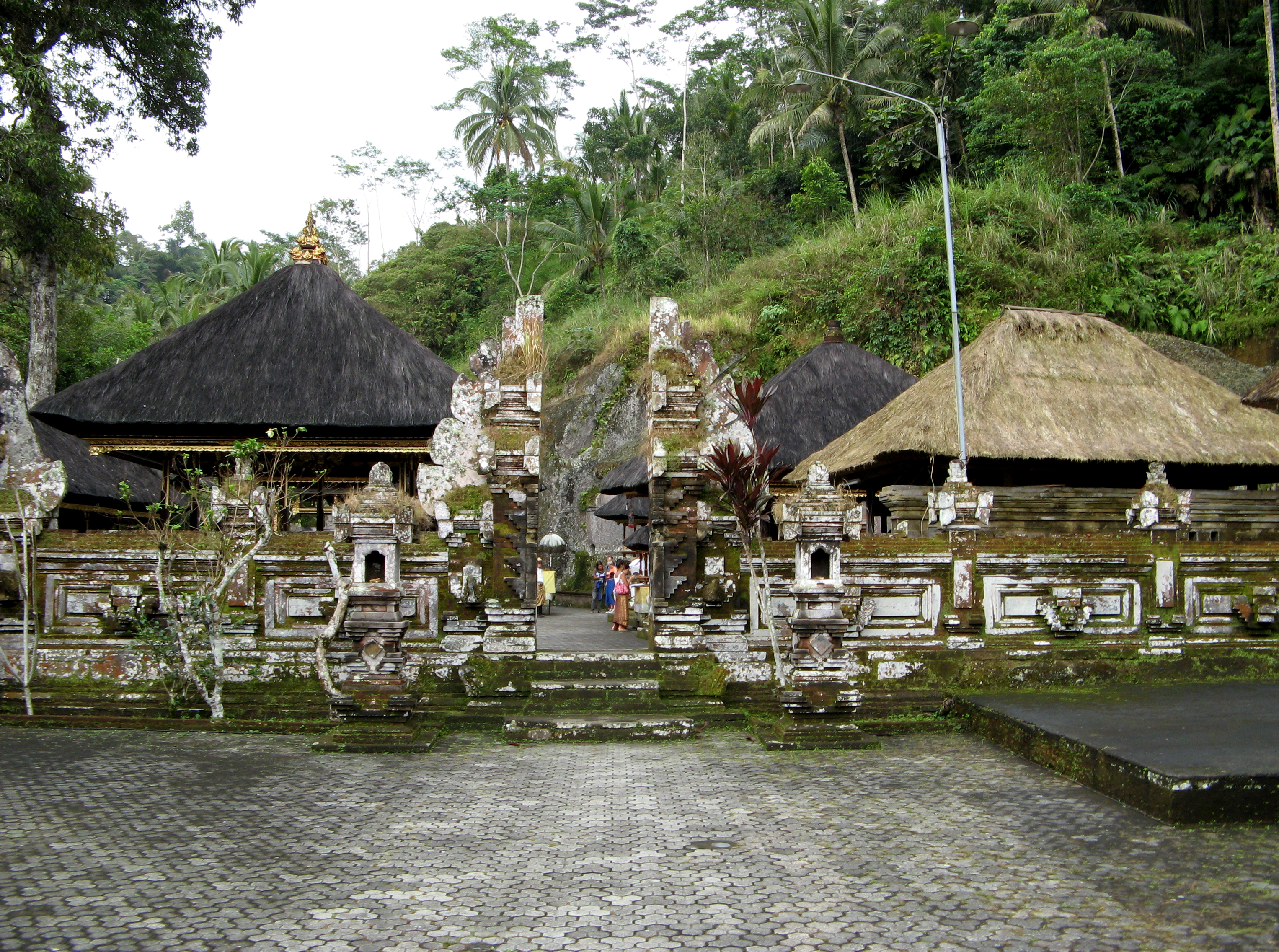
Pura Puncak

In der Anlage befindet sich der Tempel Pura Puncak, der Vishnu und Lakshmi geweiht ist. Die Bauern beten hier für eine gute Ernte. Der Tempel hat seinen eigenen Festtag, „Tilem“, einmal innerhalb von 210 Tagen bei Neumond. Eine zweite wichtige Zeremonie wird im August bei Vollmond abgehalten („Aci Ngusaba“).

## Legenden
Eine Gründungslegende besagt, dass der Riese Kbo Iwa Gunung Kawi mit den Fingernägeln aus dem Felsen gekratzt hat.